# 穆尔古德
穆尔古德（Murgud），是印度马哈拉施特拉邦Kolhapur县的一个城镇。总人口9200（2001年）。

## 人口
该地2001年总人口9200人，其中男性4720人，女性4480人；0—6岁人口1028人，其中男579人，女449人；识字率72.53%，其中男性为80.57%，女性为64.06%。